# Barczew (gromada)
Barczew – dawna gromada, czyli najmniejsza jednostka podziału terytorialnego Polskiej Rzeczypospolitej Ludowej w latach 1954–1972.
Gromady, z gromadzkimi radami narodowymi (GRN) jako organami władzy najniższego stopnia na wsi, funkcjonowały od reformy reorganizującej administrację wiejską przeprowadzonej jesienią 1954 do momentu ich zniesienia z dniem 1 stycznia 1973, tym samym wypierając organizację gminną w latach 1954-1972.
Gromadę Barczew siedzibą GRN w Barczewie utworzono w powiecie sieradzkim w woj. łódzkim, na mocy uchwały nr 38/54 WRN w Łodzi z dnia 4 października 1954. W skład jednostki weszły obszary dotychczasowych gromad Barczew, Stefanów Barczewski I, Stefanów Barczewski II, Stefanów Ruszkowski, Pyszków, Wierzbowa, Ruszków i Lipno ze zniesionej gminy Barczew w tymże powiecie. Dla gromady ustalono 17 członków gromadzkiej rady narodowej.
1 stycznia 1958 do gromady Barczew przyłączono część zniesionej gromady Wola Będkowska (kolonia Brzeziny, parcelacja Chojny, wieś Wola Będkowska, kolonia Wola Będkowska, parcelacja Wola Będkowska, wieś Będków, parcelacja Będków, wieś Świerk i wieś Sęki).
Gromada przetrwała do końca 1972 roku, czyli do kolejnej reformy gminnej.